# Янченко Олег
Олег Янченко (нар. 17 квітня 1979) — український стрибун у воду. Він брав участь у змаганнях на 10-метровій вишці серед чоловіків на літніх Олімпійських іграх 1996 року.